# Douchy-les-Mines
Douchy-les-Mines est une commune française, située dans le département du Nord (59) en région Hauts-de-France.

## Situation

### Géographie
Douchy-les-Mines est située près de l'autoroute A2 entre Valenciennes et Cambrai. C'est une commune faisant partie de l'aire urbaine de Denain communément appelé Denaisis.

### Communes limitrophes
|                     | Denain             | Haulchin |
| Lourches            | Douchy-les-Mines   | Thiant   |
| Neuville-sur-Escaut | Noyelles-sur-Selle |          |

### Hydrographie

#### Réseau hydrographique
La commune est située dans le bassin Artois-Picardie. Elle est drainée par la Selle ou Escaut, l'Escaut canalisée et la Navie Malvaux,.
La Selle, d'une longueur de 46 km, prend sa source dans la commune de Molain et se jette  dans le canal de l'Escaut à Denain, après avoir traversé 17 communes. Les caractéristiques hydrologiques de la Selle sont données par la station hydrologique située sur la commune. Le débit moyen mensuel est de 2,24 m3/s. Le débit moyen journalier maximum est de 11,6 m3/s, atteint lors de la crue du 21 juillet 1980. Le débit instantané maximal est quant à lui de 9,77 m3/s, atteint le 25 mars 2001.
L'Escaut est un fleuve européen de 355 km de long, qui traverse trois pays (France, Belgique et Pays-Bas), avant de se jeter en mer du Nord. La partie canalisée en France relie Cambrai à , après avoir traversé 34 communes.

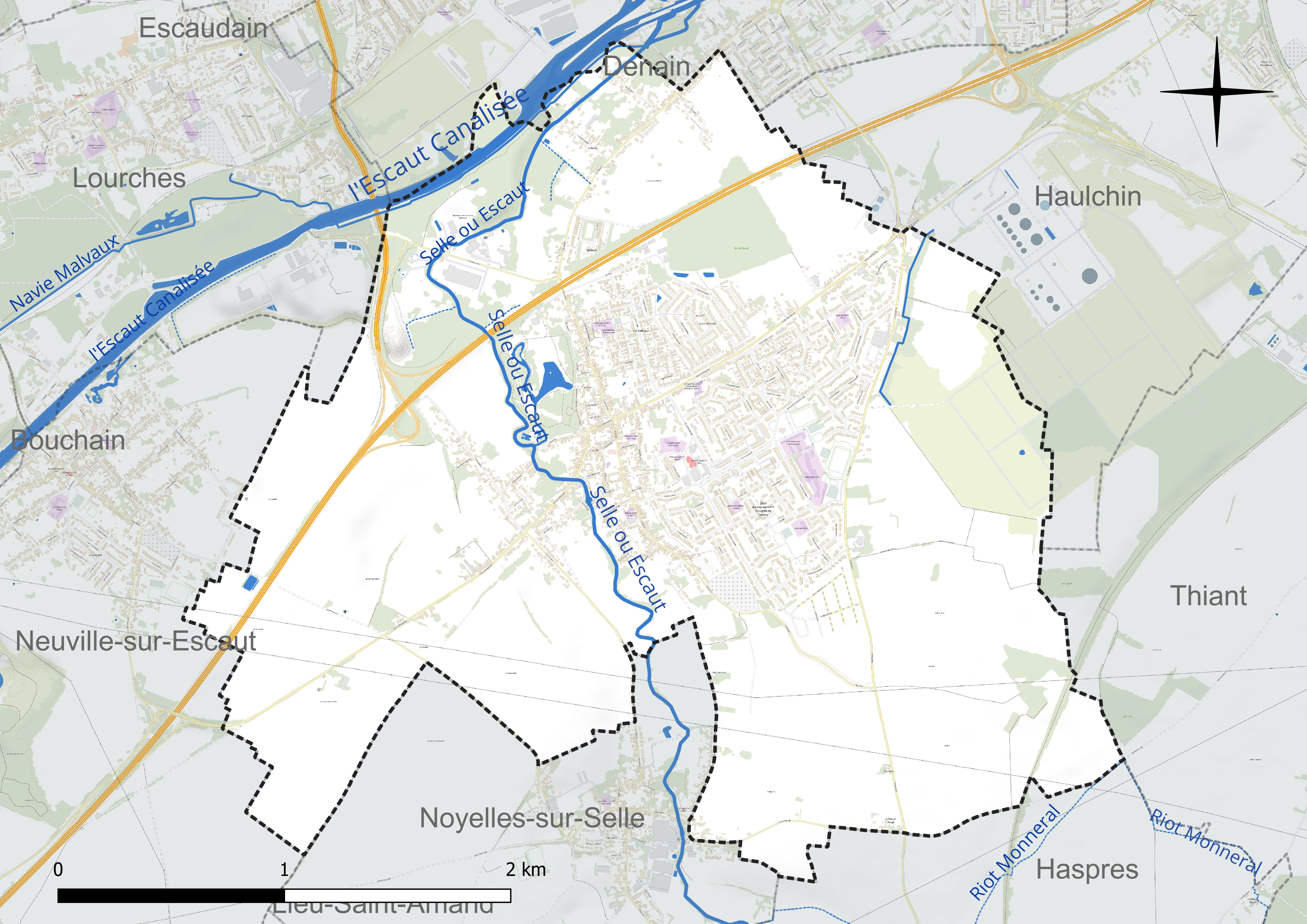
Réseau hydrographique de Douchy-les-Mines.

#### Gestion et qualité des eaux
Le territoire communal est couvert par le schéma d'aménagement et de gestion des eaux (SAGE) « Escaut ». Ce document de planification concerne un territoire de 2 005 km2 de superficie, délimité par le bassin versant de l'Escaut. Le périmètre a été arrêté le 9 juin 2006 et le SAGE proprement dit a été approuvé le 13 juillet 2021. La structure porteuse de l'élaboration et de la mise en œuvre est le syndicat mixte Escaut et Affluents (SyMEA).
La qualité des cours d'eau peut être consultée sur un site dédié géré par les agences de l'eau et l'Agence française pour la biodiversité.

### Climat
Pour des articles plus généraux, voir Climat des Hauts-de-France et Climat du Nord.
En 2010, le climat de la commune est de type climat océanique dégradé des plaines du Centre et du Nord, selon une étude du CNRS s'appuyant sur une série de données couvrant la période 1971-2000. En 2020, Météo-France publie une typologie des climats de la France métropolitaine dans laquelle la commune est dans une zone de transition entre le climat océanique et le climat océanique altéré et est dans la région climatique Nord-est du bassin Parisien, caractérisée par un ensoleillement médiocre, une pluviométrie moyenne régulièrement répartie au cours de l'année et un hiver froid (3 °C).
Pour la période 1971-2000, la température annuelle moyenne est de 10,5 °C, avec une amplitude thermique annuelle de 14,8 °C. Le cumul annuel moyen de précipitations est de 719 mm, avec 12 jours de précipitations en janvier et 9,5 jours en juillet. Pour la période 1991-2020, la température moyenne annuelle observée sur la station météorologique la plus proche, située sur la commune de Valenciennes à 11 km à vol d'oiseau, est de 11,0 °C et le cumul annuel moyen de précipitations est de 694,1 mm,. Pour l'avenir, les paramètres climatiques de la commune estimés pour 2050 selon différents scénarios d'émission de gaz à effet de serre sont consultables sur un site dédié publié par Météo-France en novembre 2022.

## Urbanisme

### Typologie
Au 1er janvier 2024, Douchy-les-Mines est catégorisée centre urbain intermédiaire, selon la nouvelle grille communale de densité à sept niveaux définie par l'Insee en 2022.
Elle appartient à l'unité urbaine de Valenciennes (partie française), une agglomération internationale regroupant 56  communes, dont elle est une commune de la banlieue,,. Par ailleurs la commune fait partie de l'aire d'attraction de Valenciennes (partie française), dont elle est une commune de la couronne,. Cette aire, qui regroupe 102 communes, est catégorisée dans les aires de 200 000 à moins de 700 000 habitants,.

### Occupation des sols
L'occupation des sols de la commune, telle qu'elle ressort de la base de données européenne d'occupation biophysique des sols Corine Land Cover (CLC), est marquée par l'importance des territoires agricoles (55 % en 2018), en diminution par rapport à 1990 (56,7 %). La répartition détaillée en 2018 est la suivante : 
terres arables (52,9 %), zones urbanisées (30,4 %), zones industrielles ou commerciales et réseaux de communication (6,3 %), forêts (4,7 %), espaces verts artificialisés, non agricoles (3,4 %), prairies (2,1 %), mines, décharges et chantiers (0,1 %). L'évolution de l'occupation des sols de la commune et de ses infrastructures peut être observée sur les différentes représentations cartographiques du territoire : la carte de Cassini (XVIIIe siècle), la carte d'état-major (1820-1866) et les cartes ou photos aériennes de l'IGN pour la période actuelle (1950 à aujourd'hui).

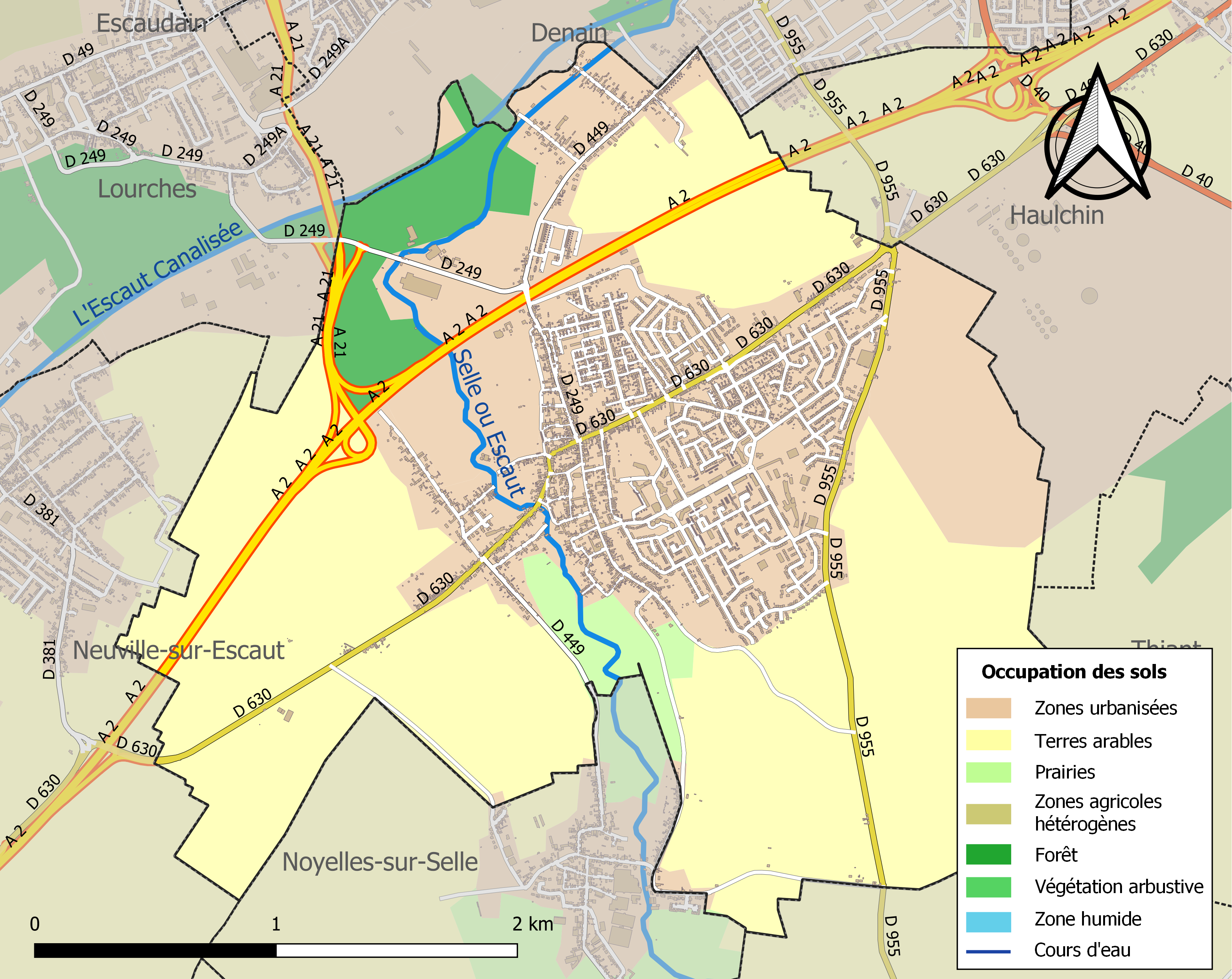
Carte des infrastructures et de l'occupation des sols de la commune en 2018 (CLC).

### Projets urbains
Il y a une volonté politique certaine de relancer la région économique du valenciennois. Ceci s'est traduit par la construction d'un tramway à Valenciennes mais aussi par de nombreux travaux dans les villes de Douchy-les-mines et Denain.
La commune a entrepris des projets comme la rénovation du boulevard de la Liberté et la construction du beffroi et du CAC (Centre des arts et de la culture) appelé Imaginaire.
Le beffroi regroupe les acteurs sociaux publics existants comme la PMI, les permanences de la CAF, de la CRAM, CPAM… Mais aussi : halte garderie, renforcement d'un point accueil Parents Enfants et le monde associatif autour du centre social, du Point Formation information, et d'un pôle ressource pour les associations.
Ce projet urbain s'accompagne d'une politique sociale avec la signature de deux chartes de relogement. La première dans le cadre des opérations de démolitions, la seconde suite à l'enquête sociale mettant en évidence une cinquantaine de situations de sur et sous occupations préoccupantes. Elles ont pour objectif de définir la place de chacun dans l'accompagnement des familles tant sur un plan administratif que physique et matériel.

### Voies de communications et transports
La commune est desservie par la ligne 4 du réseau urbain Transvilles et par la ligne 824 du réseau interurbain Arc-en-Ciel 3.

## Toponymie
Dulciaca (937), Dulcus (950), Dulciacus (966), Dulci (1096)[réf. nécessaire], Dulciacum, titre de Saint-Pierre de Gand, 1108. Dulciacus, id. , 966. Dulciaca villa, Dulcetus. Dulcis. Dulci. Dolci. Douci.
La commune est instituée par la Révolution française sous le nom de Douchy les Mines, puis, en 1801, de Douchy. Elle devient Douchies avant de prendre sa dénomination actuelle de Douchy-les-Mines en 1938.
Dulciacus : de Dulcius, nom de personne gallo-romain, suivi du suffixe -acum pour désigner le domaine de Dulcius'[réf. nécessaire].

## Histoire
Douchy est située sur l'emplacement d'une ancienne voie romaine[Laquelle ?].
Les premières traces écrites nous apprennent qu'en 937, Arnould le Vieux, Comte de Valenciennes, donne aux moines de l'abbaye Saint-Pierre de Gand, fondée par saint Amand, une villa appelée « Dulciaca » avec ses dépendances. Le Roi Louis IV d'Outremer confirme cette donation en 950.
Le village comprend alors une église, quelques foyers et le domaine seigneurial.
Exposée aux incursions et aux violences, cette terre d'Église[C'est-à-dire ?] fut couverte de 966 à 1036 par la protection des Empereurs Othon 1er, Othon II, Othon III et Conrad II.
En 1593 pillage et mise à sac du village par les soldats de Jean de Montluc de Balagny. Douchy compte alors trois seigneuries : de Gourgechon, de Baillon et du déjà cité St Pierre.
Le 25 avril 1615, sont données à Bruxelles des lettres de chevalerie pour Louis Grébert, écuyer, seigneur de Douchy et Aissenille, qui a servi dans les dernières guerres à la suite du marquis de Roubaix avec cinq chevaux à ses frais et dépens. Il est fils de feu Émery, seigneur de Douchy, Aissenille et d'Anne de Blondel, et petit-fils d'Émery Grébert, prévôt de la ville de Valenciennes.[pertinence contestée]
En 1712, les alentours douchynois sont le théâtre de la bataille de Denain qui voit le maréchal Villars et ses troupes repousser les Autrichiens. L'année 1718 voit, quant à elle, la découverte du charbon dans la région ; le premier puits de mine s'ouvre dans notre localité en 1880.

### Première Guerre mondiale
Dans notre histoire tragique récente, rappelons-nous qu'au cours de la Première Guerre mondiale, l'importance des victimes et des barbaries valurent à Douchy la décoration, le 3 janvier 1921, de la croix de Guerre.

### Seconde Guerre mondiale
Enfin, chaque 2 septembre, depuis la fin de la Seconde Guerre mondiale, les Douchynois célèbrent la libération de la ville du nazisme.

### XXIesiècle
Une centrale solaire photovoltaïque est prévue sur un terrain situé sur les finages d'Haulchin, Thiant et Douchy-les-Mines au début des années 2020,.

## Politique et administration

### Rattachements administratifs et électoraux
La commune se trouve depuis 1924 dans l'arrondissement de Valenciennes du département du Nord. Pour l'élection des députés, elle fait partie depuis 1988 de la dix-neuvième circonscription du Nord.
Elle fait partie de 1793 à 1886 du canton de Bouchain, avant d'intégrer en 1886 le canton de Denain. Dans le cadre du redécoupage cantonal de 2014 en France, ce canton, dont la commune est toujours membre, est modifié, passant de 7 à 18 communes.
La commune relève du tribunal d'instance de Valenciennes, du tribunal de grande instance de Valenciennes, de la cour d'appel de Douai, du tribunal pour enfants de Valenciennes, du conseil de prud'hommes de Valenciennes, du tribunal de commerce de Valenciennes, du tribunal administratif de Lille et de la cour administrative d'appel de Douai.

### Intercommunalité
La commune fait partie de la Communauté d'agglomération de la Porte du Hainaut, créée en 2001.

### Tendances politiques et résultats
Le second tour des élections municipales de 2020 a lieu le 28 juin. La liste du Rassemblement national perd lors de ce second tour

### Liste des maires
| Période                                  | Période                         | Identité                   | Étiquette | Qualité |
| ---------------------------------------- | ------------------------------- | -------------------------- | --------- | --- |
| Les données manquantes sont à compléter. |                                 |                            |           | |
| 1802                                     | 1803                            | B. Tréca                   |           | |
| 1807                                     | ?                               | Boucher                    |           | |
| 1808                                     | ?                               | Bouchart                   |           | |
| 1813                                     | ?                               | Alexandre Bouchart         |           | |
| 1835                                     | 1843                            | Clément Paschal Cartigny   |           | |
| 1863                                     | 1871                            | Pierre Hubert Rigaut       |           | |
| Les données manquantes sont à compléter. |                                 |                            |           | |
| 1925                                     | ?                               | Casimir Joseph Dronsart    | SFIO      | Conseiller d'arrondissement |
| Les données manquantes sont à compléter. |                                 |                            |           | |
| 1944                                     | ?                               | Raymond Doille (1904-1971) | PCF       | Ouvrier mineur, président du Comité local de Libération |
| Les données manquantes sont à compléter. |                                 |                            |           | |
| ca. 1953                                 | ?                               | Auguste Vesseron           |           | |
| 1956                                     | mars 1971                       | Raymond Doille (1904-1971) | PCF       | Ouvrier mineur |
| mars 1971                                | mars 1977                       | Claude Bultez              | PS        | |
| mars 1977                                | mars 2001                       | Stanislas Soloch           | PCF       | Sidérurgiste et syndicaliste, maire honoraire |
| mars 2001                                | 14 décembre 2017                | Michel Lefebvre            | PCF       | Salarié d'Usinor Valenciennes et syndicaliste Conseiller général puis départemental de Denain (2008 → ) Vice-président du conseil général du Nord (2008 → 2015) Démissionnaire |
| 14 décembre 2017                         | En cours (au 29 septembre 2023) | Michel Véniat              | PCF       | Retraité de Magnesita Refractories Réélu pour le mandat 2020-2026 |

### Politique de développement durable
En 2017, la commune abrite un centre de valorisation énergétique des déchets (Siaved) qui traite notamment les DASRI depuis 1994, avec depuis 2017 un système de traçabilité amélioré ; par puce de radio-identification (RFID) dont les données sont accessibles en temps réel sur  une plate-forme dédiée. Le centre peut traiter jusqu'à 400 bacs de 360 à 1 000 litres de DARSI par jour avec pour l'année 2016 environ 6 000 t/an (pour une capacité totale de 88 000 t/an).

### Jumelages
| Ville | Ville                | Pays | Pays         | Période     |
| ----- | -------------------- | ---- | ------------ | ----------- |
|       | Mielec               |      | Pologne      | depuis 1990 |
|       | Méguet               |      | Burkina Faso |             |
|       | Vila Nova de Poiares |      | Portugal     | depuis 1989 |

## Population et société

### Démographie

#### Évolution démographique
L'évolution du nombre d'habitants est connue à travers les recensements de la population effectués dans la commune depuis 1800. Pour les communes de plus de 10 000 habitants les recensements ont lieu chaque année à la suite d'une enquête par sondage auprès d'un échantillon d'adresses représentant 8 % de leurs logements, contrairement aux autres communes qui ont un recensement réel tous les cinq ans,.

En 2022, la commune comptait 10 112 habitants, en évolution de −5,65 % par rapport à 2016 (Nord : +0,51 %, France hors Mayotte : +2,11 %).
| 1800  | 1806  | 1821  | 1831  | 1836  | 1841  | 1846  | 1851  | 1856  |
| ----- | ----- | ----- | ----- | ----- | ----- | ----- | ----- | ----- |
| 1 131 | 1 213 | 1 237 | 1 420 | 1 515 | 1 558 | 1 680 | 1 700 | 1 846 |

| 1861  | 1866  | 1872  | 1876  | 1881  | 1886  | 1891  | 1896  | 1901  |
| ----- | ----- | ----- | ----- | ----- | ----- | ----- | ----- | ----- |
| 1 897 | 1 968 | 1 967 | 2 249 | 2 393 | 2 591 | 2 650 | 2 815 | 3 034 |

| 1906  | 1911  | 1921  | 1926  | 1931  | 1936  | 1946  | 1954  | 1962  |
| ----- | ----- | ----- | ----- | ----- | ----- | ----- | ----- | ----- |
| 3 074 | 3 355 | 3 319 | 3 721 | 3 740 | 3 822 | 3 894 | 3 864 | 5 242 |

| 1968  | 1975   | 1982   | 1990   | 1999   | 2006   | 2011   | 2016   | 2021   |
| ----- | ------ | ------ | ------ | ------ | ------ | ------ | ------ | ------ |
| 7 421 | 11 118 | 11 140 | 10 931 | 10 413 | 10 022 | 10 421 | 10 717 | 10 207 |

| 2022   | - | - | - | - | - | - | - | - |
| ------ | - | - | - | - | - | - | - | - |
| 10 112 | - | - | - | - | - | - | - | - |

#### Pyramide des âges
La population de la commune est relativement jeune.
En 2018, le taux de personnes d'un âge inférieur à 30 ans s'élève à 40,7 %, soit au-dessus de la moyenne départementale (39,5 %). À l'inverse, le taux de personnes d'âge supérieur à 60 ans est de 21,7 % la même année, alors qu'il est de 22,5 % au niveau départemental.
En 2018, la commune comptait 4 977 hommes pour 5 334 femmes, soit un taux de 51,73 % de femmes, légèrement inférieur au taux départemental (51,77 %).
Les pyramides des âges de la commune et du département s'établissent comme suit.
| Hommes | Classe d’âge | Femmes |
| ------ | ------------ | ------ |
| 0,4    | 90 ou +      | 1,1    |
| 4,5    | 75-89 ans    | 8,4    |
| 13,5   | 60-74 ans    | 15,2   |
| 18,9   | 45-59 ans    | 18,0   |
| 19,2   | 30-44 ans    | 19,4   |
| 19,2   | 15-29 ans    | 17,5   |
| 24,4   | 0-14 ans     | 20,4   |

| Hommes | Classe d’âge | Femmes |
| ------ | ------------ | ------ |
| 0,5    | 90 ou +      | 1,4    |
| 5,3    | 75-89 ans    | 8,1    |
| 14,8   | 60-74 ans    | 16,2   |
| 19,1   | 45-59 ans    | 18,4   |
| 19,5   | 30-44 ans    | 18,7   |
| 20,7   | 15-29 ans    | 19,1   |
| 20,2   | 0-14 ans     | 18     |

### Équipements culturels
La ville possède deux cinémas municipaux (le Cinéma Jean Renoir et plus récemment le Cinéma l'Imaginaire). Elle accueille le Centre régional de la photographie.

### Manifestations culturelles et festivités
L'association culturelle Escaut et Acier sise à Douchy avenue Julien Renard, est spécialisée dans les arts plastiques.
Elle a mis en place, en 2011, une manifestation culturelle itinérante, le Festival de sculptures contemporaines, pour couvrir le Valenciennois, le Cambrésis, le val de Sambre et la région de Mons en Belgique. Sous l'égide de son président une Jean-Pierre Roquet et du commissaire général à l'exposition Alain Georges Leduc, elle se veut aussi action populaire, orienté vers des publics très divers, des scolaires aux handicapés, des foyers d'insertion vers les usines et les entreprises.
Son but est aussi de ne pas se cantonner simplement aux villes mais de s'arrêter le plus possible dans les villages et de créer un climat de confiance pour favoriser le contact entre les artistes, la population et la sculpture contemporaine. Comme le note Alain Georges Leduc dans sa notice de présentation « Escaut, rives, dérives » : « Notre souhait est que l'on puisse dialoguer, échanger, apprendre à travers un parcours commenté et guidé au cœur d'un territoire dont l'Escaut est le trait d'union. [...] Ce festival d'art contemporain entend faire œuvre d'éducation et ce, de la maternelle à l'université. »

## Culture locale et patrimoine

### Lieux et monuments
- parc Maingoval.
- Centre régional de la photographie Hauts-de-France (ex-Centre régional de la photographie du Nord Pas-de-Calais)
- Beffroi du centre-ville (inauguré le 17 février 2007).
- L'Imaginaire, un centre d'art et de culture (inauguré à la fin de 2012)
- Le Château de la Barbière

### Personnalités liées à la commune
- Charles Crauk (1819-1905) peintre
- Jean-Baptiste Dupilet (1880-1952), homme politique français y est mort
- Robert Mintkewicz, né en 1947 à Douchy-les-Mines, coureur cycliste professionnel

### Héraldique
|  | Les armes de Douchy-les-Mines se blasonnent ainsi : « Burelé d'argent et d'azur de dix pièces, à deux bars adossés d'or brochant sur le tout. » |

## Pour approfondir